# Leon von Grabski
Leon von Grabski (* 1. Juli 1853 in Skotniki; † 10. Oktober 1918 in Gnesen) war ein polnischer Unternehmer und Politiker der polnischen Minderheit im Deutschen Kaiserreich.

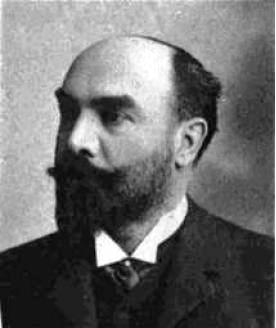
Leon von Grabski

## Leben
Grabski besuchte von 1861 bis 1872 das Gymnasium in Bromberg. Anschließend ging er von 1872 bis 1874 in Antwerpen auf die Handelshochschule „Institut superieur de commerce“. Danach vervollständigte er seine kaufmännische Ausbildung in London, Königsberg und Warschau. Im Jahr 1882 war er Gründer der Firma Zuckerfabrik „Gnesen von Grabski, Jescheck & Comp.“.
In Gnesen gehörte Grabski zwischen 1884 und 1888 auch der Stadtverordnetenversammlung an. Danach war er bis 1894 Mitglied des dortigen Magistrats. Seit 1894 war Grabski Mitglied des Kreisausschusses des Kreises Gnesen. Außerdem gehörte er der Handelskammer in Bromberg seit 1895 an.
Zwischen 1898 und 1908 war er als Mitglied der Polnischen Fraktion Abgeordneter des preußischen Abgeordnetenhauses. Dem Reichstag gehörte er seit 1903 an. Er vertrat dort von 1903 bis 1918 den Wahlkreis Regierungsbezirk Bromberg 5 (Gnesen - Wongrowitz).